# Eschrichtiidae
Los escríctidos o escrictíidos (Eschrichtiidae) son una familia de cetáceos del clado Mysticeti (cetáceos con barbas). Al haberse extinguido Eschrichtius globossus hace unos 300 años, la familia actualmente está representada solo por  una especie: Eschrichtius robustus (ballena gris).

## Taxonomía
La familia fue descrita por primera vez por Ellerman y Morrison-Scott recién en 1951, agrupando o diferenciando la especie ballena gris, ya descrita noventa años antes por Wilhelm Lilljeborg.  Estudios moleculares y morfológicos demuestran que esta familia está más relacionada con los rorcuales que a las ballenas.
Familia Eschrichtiidae
| Género       | Especie (binomial)       | Nombre vulgar                         |
| Eschrichtius | Eschrichtius globossus † | Ballena gris del norte del Atlántico* |
| Eschrichtius | Eschrichtius robustus    | Ballena gris                          |

*La ballena gris del norte del Atlántico fue cazada hasta su extinción a finales del siglo XVII o principios del XVIII.
Actualmente existen 2 poblaciones de ballena gris, la coreana que pasa el verano en el mar de Ojotsk y el invierno cerca de Corea; y la californiana que veranea en los mares de Bering y de Chukchi e hiberna junto la península de la Baja California. La población del nordeste del Pacífico, la que pasa el invierno en los alrededores de la península de Corea fue severamente perseguida hasta 1968, y se considera hoy extinguida, o al menos en condiciones biológicas no sustentables con no más de 200 ejemplares vivos. La población californiana, es el principal grupo sobreviviente, con una población estimada entre los 16.000 y 21.000 individuos.

## Diferencias con el resto del suborden misticeto
La familia Eschrichtiidae se encuentra más próxima a la familia de los rorcuales que a las ballenas, sin embargo, posee claras diferencias respecto a los primeros.
- No presenta pliegues gulares.
- No poseen aleta dorsal, y en su lugar muestran una serie de jorobas bajas y redondas en la parte trasera del dorso, por tal motivo se la llamaba también "ballena gibosa".
- El rostro es angosto y arqueado (a diferencia del recto y plano de los rorcuales).
- Los extremos de los premaxilares se extienden hasta abajo del borde de los huesos supraorbitales. Los huesos nasales son largos. Los huesos frontales están muy expuestos a lo ancho en la superficie dorsal.
- Las barbas son cortas y finas.